# Charles Rigoulot
Charles Jean Rigoulot (Le Vésinet, 3 novembre 1903 – Parigi, 22 agosto 1962) è stato un sollevatore francese.

## Palmarès
- Giochi olimpici

Parigi 1924: oro nei pesi massimi-leggeri.